# Edward Hawkins (numismate)
Edward Hawkins (5 mai 1780 - 22 mai 1867) est un numismate et antiquaire anglais. Pendant plus de 30 ans, il est conservateur des antiquités au British Museum.

## Biographie
Né à Macclesfield le 5 mai 1780, il est le fils aîné d'Edward Hawkins de Macclesfield, banquier, et de sa femme Ellen, fille de Brian Hodgson d'Ashbourne, Derbyshire. Il fait ses études à la Macclesfield grammar school, et en privé de 1797 à 1799 avec Richard Ormerod, vicaire de Kensington.
Vers 1799, il retourne à Macclesfield et reçoit une commission dans un corps de volontaires qui y a été levé. Il est employé par son père à la banque Macclesfield jusqu'en 1802, date à laquelle la famille quitte Macclesfield et s'installe à Court Herbert dans le Glamorganshire. Pendant qu'il est là, il est associé avec son père dans une banque à Swansea, et ils supervisent les travaux de cuivre à l'abbaye de Neath .
En 1807, il quitte Court Herbert et vit successivement à Glanburne, Drymon et Dylais dans le nord du Pays de Galles. À cette époque, il se tourne vers la botanique et est élu membre de la Linnean Society en 1806. Il constitue également une collection de livres et d'estampes relatifs à Chester et ajoute un grand nombre de gravures à son exemplaire du Cheshire d'Ormerod. En 1816, son père meurt, laissant de lourdes dettes, que Hawkins paie volontairement sur ses propres biens .
En 1819, Hawkins s'installe dans le Surrey, d'abord à Nutfield, puis à East Hill, Oxted. En 1821, il est élu Fellow de la Royal Society, dont il devient vice-président .
En 1826, Hawkins est nommé Keeper of Antiquities (qui à l'époque comprend des pièces de monnaie et des médailles, ainsi que des estampes et des dessins) au British Museum, succédant à Taylor Combe (en), dont il était l'adjoint depuis mai 1825 ; et occupe le poste jusqu'à sa démission à la fin de 1860. Il est président de la Royal Numismatic Society, et membre (élu en 1826) et vice-président (1856) de la Society of Antiquaries of London et contribue aux travaux des deux sociétés. En 1846, il est élu l'un des trésoriers de la Society for Promoting Christian Knowledge . Hawkins est membre de la Chetham Society et membre du conseil de 1848 à 1867 .
Hawkins meurt dans sa maison, 6 Lower Berkeley Street, Londres, le 22 mai 1867 .

## Œuvres
Il édite et contribue à la partie v. et aux parties vii–x. de la description des marbres anciens au British Museum, 1812, etc., et complète et révise la description des pièces anglo-gauloises au British Museum, 1826, commencée par Taylor Combe. Hawkins publie en 1841 (Londres) The Silver Coins of England, l'ouvrage de référence sur le sujet (2e et 3e éditions de Robert Lloyd Kenyon, 1876 et 1887).
Il écrit également un compte rendu descriptif des médailles britanniques, et un abrégé d'une partie de cet ouvrage (jusqu'à la fin du règne de Guillaume III) est imprimé en 1852. Les administrateurs du British Museum refusent de le publier, principalement en raison de plusieurs paragraphes dans lesquels Hawkins exprime ses fortes opinions protestantes et conservatrices. Mais une fois terminé jusqu'à la mort de George II et révisé, avec des ajouts, par Augustus Wollaston Franks et HA Grueber, il est finalement présenté comme une publication du British Museum en 1885, avec le titre Medallic Illustrations of the History of Great Britain and Ireland, Londres, 2. C'est devenu un ouvrage de référence sur le sujet. Hawkins a une connaissance approfondie des médailles britanniques et en a formé une collection, qui lui est achetée par le British Museum en 1860 . Il forme également une grande collection de caricatures politiques anglaises, qui est achetée par le British Museum en 1868 .
Hawkins édite pour la Chetham Society Sir William Brereton 's Travels in Holland, 1844, et The Holy Lyfe… of Saynt Werburge, 1848.

## Famille
Hawkins épouse, le 29 septembre 1806, Eliza, fille du major Rohde, et a trois fils et une fille :
- Edouard, avocat (1815-1867) ;
- Herbert Samuel, (28 septembre 1818-5 janvier 1895) recteur de Beyton, Suffolk ;
- Major Rohde Hawkins (en), l'architecte ;
- Mary Eliza, épouse de John Robert Kenyon